# Olbia Calcio 1905 2020-2021
Questa voce raccoglie le informazioni riguardanti l'Olbia Calcio 1905 nelle competizioni ufficiali della stagione 2020-2021.

## Stagione
Nella stagione 2020-2021 l'Olbia disputa il girone A del campionato di Serie C, raccoglie 47 punti che valgono il tredicesimo posto finale. La squadra sarda allenata da Massimiliano Canzi ha raccolto 22 punti nel girone di andata e 25 nel girone di ritorno. In questa stagione non si è disputata la Coppa Italia di Serie C.

## Divise e sponsor
Lo sponsor tecnico per la stagione 2020-2021 è EYE Sport, mentre gli sponsor ufficiali sono Cerasarda/Lucianu Trasporti.
| Casa | Trasferta | Terza |

## Organigramma societario
Area direttiva
- Presidente: Alessandro Marino
- Vice presidente: Alexandre Tartara
- Consiglieri: Massimo Curreli, Gian Renzo Bazzu
- Responsabile Amministrazione: Ilaria Piccinnu
- Amministrazione: Noemi Sulis

Area comunicazione e marketing
- Responsabile Marketing e Comunicazione: Matteo Sechi
- Delegato alla Sicurezza: Fabio Macciocu
- Responsabile rapporti con la tifoseria: Massimo Curreli
- Fotografo Ufficiale: Sandro Giordano

Area sportiva e organizzativa
- Direttore sportivo: Tomaso Tatti
- Segretario generale sportivo: Marco Ravelli
- Team Manager: Paolo Mele
- Segretario Settore Giovanile: Federico Russu
- Segretario Scuola Calcio: Tonino Loverci
- Responsabile organizzazione logistica e sviluppo infrastrutture: Gianpaolo Granara

Area tecnica
- Allenatore: Massimiliano Canzi
- Allenatore in Seconda: Luigi Lavecchia
- Allenatore dei Portieri: Fabrizio Martellotta
- Collaboratore tecnico: Ivan Moretto
- Responsabile Preparatore Atletico: Andrea Paniziutti
- Preparatore Atletico: Emanuele Bandinu
- Match Analyst: Edoardo Pani

Area sanitaria
- Responsabile Sanitario: Mauro Mannoni
- Medico Sociale: Guido Sari
- Fisioterapista: Antonio Cavada
- Psicologo: Francesco Piras

## Rosa
Di seguito la rosa tratta dal sito internet ufficiale della società.
| N. |                   | Ruolo | Calciatore                  |
| -- | ----------------- | ----- | --------------------------- |
| 1  | Italia (bandiera) | P     | Paolo Tornaghi              |
| 2  | Italia (bandiera) | C     | Antonio Di Paolo            |
| 3  | Italia (bandiera) | D     | Luca La Rosa                |
| 4  | Italia (bandiera) | D     | Gabriele Dalla Bernardina   |
| 5  | Italia (bandiera) | C     | Riccardo Ladinetti          |
| 7  | Italia (bandiera) | C     | Nunzio Lella                |
| 8  | Italia (bandiera) | A     | Mattia D'Agostino           |
| 9  | Italia (bandiera) | A     | King Udoh                   |
| 10 | Italia (bandiera) | C     | Manuel Giandonato           |
| 11 | Italia (bandiera) | C     | Riccardo Doratiotto         |
| 12 | Italia (bandiera) | P     | Luca Barone                 |
| 13 | Italia (bandiera) | C     | Nicholas Pennington         |
| 14 | Italia (bandiera) | D     | Francesco Pisano (capitano) |
| 15 | Italia (bandiera) | D     | Giorgio Altare              |
| 16 | Italia (bandiera) | D     | Andrea Cadili               |

| N. |                        | Ruolo | Calciatore           |
| -- | ---------------------- | ----- | -------------------- |
| 17 | Italia (bandiera)      | A     | Andrea Cocco         |
| 18 | Italia (bandiera)      | A     | Antonio Demarcus     |
| 19 | Italia (bandiera)      | C     | Roberto Biancu       |
| 20 | Italia (bandiera)      | D     | Christian Arboleda   |
| 22 | Paesi Bassi (bandiera) | P     | Maarten van der Want |
| 23 | Italia (bandiera)      | D     | Mattia Pitzalis      |
| 24 | Italia (bandiera)      | C     | Luca Belloni         |
| 25 | Brasile (bandiera)     | D     | Emerson              |
| 26 | Italia (bandiera)      | C     | Federico Marigosu    |
| 27 | Italia (bandiera)      | C     | Fabio Occhioni       |
| 29 | Italia (bandiera)      | C     | Matteo Cossu         |
| 30 | Italia (bandiera)      | A     | Daniele Ragatzu      |
| 31 | Italia (bandiera)      | C     | Samuele Demurtas     |
| 33 | Italia (bandiera)      | D     | Valerio Secci        |
| 37 | Italia (bandiera)      | A     | Luca Gagliano        |

## Calciomercato

### Sessione estiva(dal 01/09 al 05/10)
| Acquisti | Acquisti        | Acquisti   | Acquisti   |
| R.       | Nome            | da         | Modalità   |
| -------- | --------------- | ---------- | ---------- |
| P        | Paolo Tornaghi  | Pro Patria | definitivo |
| D        | Emerson         | Potenza    | definitivo |
| A        | Daniele Ragatzu | Cagliari   | svincolato |

| Cessioni | Cessioni     | Cessioni | Cessioni   |
| R.       | Nome         | a        | Modalità   |
| -------- | ------------ | -------- | ---------- |
| D        | Simone Gozzi | Carpi    | svincolato |

### Serie C

#### Girone di andata
| Arbitro: | Luciani (Roma) |

|  |           |              |
|  | Marcatori | 67’ Catanese |

| Arbitro: | Maggio (Lodi) |

|                                                    |           |           |
| Corazza 15’, 68’ Tornaghi 47’ (aut.) Arrighini 65’ | Marcatori | 58’ Cocco |

| Arbitro: | Kumara (Verona) |

|  |           |             |
|  | Marcatori | 79’ Le Noci |

| Arbitro: | Crezzini (Siena) |

|              |           |                |
| Pecorini 63’ | Marcatori | 84’ Pennington |

| Arbitro: | E. Longo (Cuneo) |

|           |           |            |
| Cocco 85’ | Marcatori | 65’ Mazzeo |

| Arbitro: | Emmanuele (Pisa) |

|                |           |            |
| M. Corradi 89’ | Marcatori | 39’ Altare |

| Olbia 25 ottobre 2020, ore 12:30 CET 7ª giornata | Olbia              | 0 – 0 referto | Pro Vercelli | Stadio Bruno Nespoli (300 spett.)\| Arbitro: \| Monaldi (Macerata) \| |
| Arbitro:                                         | Monaldi (Macerata) |               |              |                                                                       |

| Olbia 18 novembre 2020, ore 15:00 8ª giornata | Olbia                   | 0 – 0 referto | Lucchese | Stadio Bruno Nespoli\| Arbitro: \| Cosso (Reggio Calabria) \| |
| Arbitro:                                      | Cosso (Reggio Calabria) |               |          |                                                               |

| Arbitro: | Catanoso (Reggio Calabria) |

|                        |           |                                         |
| Terrani 25’ Iovine 39’ | Marcatori | 15’ (aut.) Bovolon 47+2’ (rig.) Ragatzu |

| Arbitro: | Taricone (Perugia) |

|             |           |                                            |
| Ragatzu 62’ | Marcatori | 1’ Duca 24’ Morello 34’ Scardina 90’ Longo |

| Arbitro: | Scarpa (Collegno) |

|                |           |                                     |
| Chinellato 27’ | Marcatori | 42’ (rig.) Ladinetti 54’ Giandonato |

| Arbitro: | Marotta (Sapri) |

|                                      |           |  |
| Foresta 6’ Infantino 14’ Manzari 63’ | Marcatori |  |

| Arbitro: | Di Cairano (Ariano Irpino) |

|                         |           |           |
| Pennington 10’ Udoh 82’ | Marcatori | 65’ Rafia |

| Gorgonzola 6 dicembre 2020, ore 17:30 14ª giornata | AlbinoLeffe             | 0 – 0 referto | Olbia | Stadio comunale Città di Gorgonzola\| Arbitro: \| Ferrieri Caputi (Sapri) \| |
| Arbitro:                                           | Ferrieri Caputi (Sapri) |               |       |                                                                              |

| Arbitro: | Carella (Bari) |

|                          |           |                           |
| Ragatzu 3’, 90+1’ (rig.) | Marcatori | 10’ Kabashi 60’ Galuppini |

| Gorgonzola 19 dicembre 2020, ore 15:00 16ª giornata | Giana Erminio                        | 0 – 0 referto | Olbia | Stadio comunale Città di Gorgonzola\| Arbitro: \| Pirrotta (Barcellona Pozzo di Gotto) \| |
| Arbitro:                                            | Pirrotta (Barcellona Pozzo di Gotto) |               |       |                                                                                           |

| Arbitro: | Cascone (Nocera Inferiore) |

|             |           |  |
| Emerson 11’ | Marcatori |  |

| Arbitro: | Bitonti (Bologna) |

|            |           |            |
| Pagani 10’ | Marcatori | 51’ Biancu |

| Arbitro: | De Tommasi (Rieti) |

|                                 |           |                            |
| Pisano 20’ Emerson 26’ Udoh 51’ | Marcatori | 31’ Cretella 69’ Sicurella |

#### Girone di ritorno
| Arbitro: | Rinaldi (Bassano del Grappa) |

|                          |           |         |
| Milani 24’ Margrassi 54’ | Marcatori | 9’ Udoh |

| Arbitro: | Caldera (Como) |

|                    |           |                                |
| Ragatzu 20’ (rig.) | Marcatori | 6’ Corazza 12’ (aut.) Tornaghi |

| Arbitro: | G. Miele (Nola) |

|                  |           |  |
| Kolaj 53’ (rig.) | Marcatori |  |

| Arbitro: | Vigile (Cosenza) |

|                                           |           |  |
| Cocco 2’, 28’ Ragatzu 36’, 51’ Biancu 55’ | Marcatori |  |

| Arbitro: | Natilla (Molfetta) |

|                                             |           |                                          |
| Castellano 38’ Bussaglia 48’ Dubickas 90+2’ | Marcatori | 56’ Udoh 67’Ragatzu 73’ (rig.) Ladinetti |

| Arbitro: | Nicolini (Brescia) |

|                        |           |                                   |
| Cadili 35’ Ragatzu 54’ | Marcatori | 72’ Gonzi 90’ Corbari 90+7’ Palma |

| Vercelli 21 febbraio 2021, ore 15:00 26ª giornata | Pro Vercelli  | 0 – 0 referto | Olbia | Stadio Silvio Piola\| Arbitro: \| Maggio (Lodi) \| |
| Arbitro:                                          | Maggio (Lodi) |               |       |                                                    |

| Arbitro: | Moriconi (Roma) |

|            |           |             |
| Panati 51’ | Marcatori | 10’ Ragatzu |

| Arbitro: | Vigile (Cosenza) |

|                         |           |  |
| Lella 57’, 63’ Udoh 72’ | Marcatori |  |

| Arbitro: | Saia (Palermo) |

|  |           |                                       |
|  | Marcatori | 73’ Biancu 80’ Ragatzu 90+1’ Marigosu |

| Arbitro: | Luciani (Roma) |

|          |           |  |
| Udoh 40’ | Marcatori |  |

| Arbitro: | Baratta (Rossano) |

|            |           |  |
| Altare 42’ | Marcatori |  |

| Arbitro: | Ancora (Roma) |

|               |           |            |
| Compagnon 81’ | Marcatori | 48’ Biancu |

| Arbitro: | Ubaldi (Roma) |

|                    |           |                                  |
| Ragatzu 56’ (rig.) | Marcatori | 6’ (aut.) Pennington 79’ Manconi |

| Arbitro: | Arena (Torre del Greco) |

|                 |           |                          |
| Guglielmotti 5’ | Marcatori | 73’ Ragatzu 85’ Gagliano |

| Olbia 11 aprile 2021, ore 15:00 35ª giornata | Olbia            | 0 – 0 referto | Giana Erminio | Stadio Bruno Nespoli\| Arbitro: \| Lovison (Padova) \| |
| Arbitro:                                     | Lovison (Padova) |               |               |                                                        |

| Arbitro: | Madonia (Palermo) |

|            |           |           |
| Celjak 77’ | Marcatori | 71’ Cocco |

| Arbitro: | Zamagni (Cesena) |

|                                    |           |                               |
| Ragatzu 40’ Biancu 65’ Belloni 79’ | Marcatori | 7’ Collodel 45’, 65’ Rossetti |

| Arbitro: | Di Cairano (Ariano Irpino) |

|                           |           |  |
| Moscati 15’ Galligani 76’ | Marcatori |  |

## Statistiche
Statistiche aggiornate al 18 aprile 2021.

### Statistiche di squadra
| Competizione | Punti | In casa | In casa | In casa | In casa | In casa | In casa | In trasferta | In trasferta | In trasferta | In trasferta | In trasferta | In trasferta | Totale | Totale | Totale | Totale | Totale | Totale | D.R. |
| Competizione | Punti | G       | V       | N       | P       | Gf      | Gs      | G            | V            | N            | P            | Gf           | Gs           | G      | V      | N      | P      | Gf     | Gs     | D.R. |
| ------------ | ----- | ------- | ------- | ------- | ------- | ------- | ------- | ------------ | ------------ | ------------ | ------------ | ------------ | ------------ | ------ | ------ | ------ | ------ | ------ | ------ | ---- |
| Serie C      | 47    | 19      | 7       | 6       | 6       | 27      | 22      | 19           | 3            | 11           | 5            | 20           | 25           | 38     | 10     | 17     | 11     | 47     | 47     | 0    |

### Andamento in campionato
| Giornata  | 1  | 2  | 3  | 4  | 5  | 6  | 7  | 8  | 9  | 10 | 11 | 12 | 13 | 14 | 15 | 16 | 17 | 18 | 19 | 20 | 21 | 22 | 23 | 24 | 25 | 26 | 27 | 28 | 29 | 30 | 31 | 32 | 33 | 34 | 35 | 36 | 37 | 38 |
| --------- | -- | -- | -- | -- | -- | -- | -- | -- | -- | -- | -- | -- | -- | -- | -- | -- | -- | -- | -- | -- | -- | -- | -- | -- | -- | -- | -- | -- | -- | -- | -- | -- | -- | -- | -- | -- | -- | -- |
| Luogo     | C  | T  | C  | T  | C  | T  | C  | C  | T  | C  | T  | T  | C  | T  | C  | T  | C  | T  | C  | T  | C  | T  | C  | T  | C  | T  | T  | C  | T  | C  | C  | T  | C  | T  | C  | T  | C  | T  |
| Risultato | P  | P  | P  | N  | N  | N  | N  | N  | N  | P  | V  | P  | V  | N  | N  | N  | V  | N  | V  | P  | P  | P  | V  | N  | P  | N  | N  | V  | V  | V  | V  | N  | P  | V  | N  | N  | N  | P  |
| Posizione | 16 | 19 | 19 | 18 | 18 | 18 | 18 | 18 | 18 | 18 | 16 | 17 | 16 | 16 | 17 | 15 | 15 | 16 | 14 | 14 | 16 | 16 | 15 | 15 | 16 | 16 | 16 | 16 | 15 | 14 | 13 | 15 | 16 | 15 | 14 | 11 | 11 | 12 |

Fonte:  Serie C - Girone A, su calcio.com.
Legenda:

Luogo: C = Casa; T = Trasferta. Risultato: R = Rinviata; V = Vittoria; N = Pareggio; P = Sconfitta.